# کاروسری هس
کاروسری هس (انگلیسی: Carrosserie Hess) شرکت خودروسازی سوئیسی است، که در سال ۱۸۸۲ تأسیس شد.